# مرسدس-بنز کلاس-اس (دبلیو۲۲۳)
مرسدس-بنز دبلیو۲۲۳ (انگلیسی: Mercedes-Benz W223) هفتمین نسل از مرسدس-بنز کلاس-اس است که توسط مرسدس-بنز تولید شده‌است. این خودرو در ۲ سپتامبر ۲۰۲۰ در یک رویداد آنلاین معرفی شد.
قیمت این خودرو در بازار آلمان طبق چیزی که در ۱۵ سپتامبر ۲۰۲۰ گفته شد، برای نسخهٔ اس ۳۵۰ با فاصلهٔ بین ۲ محور عادی، ۹۳٬۴۳۸ یورو و برای نسخهٔ اس ۵۰۰ ۴ماتیک با فاصلهٔ بین ۲ محور بیشتر چیزی معادل ۱۱۷٬۷۸۶٫۴۰ یورو است. در ۱۸ مه ۲۰۲۱ مرسدس-بنز قیمت نسخه‌های ۸ سیلندر این خودرو را اعلام کرد؛ ۱۲۶٬۳۶۶ یورو برای اس ۵۸۰ ۴ماتیک با فاصلهٔ بین ۲ محور عادی و ۱۳۰٬۰۵۵ یورو برای اس ۵۸۰ ۴ماتیک با فاصلهٔ بین ۲ محور بیشتر. اولین سری از مدل‌های وی۸ این خودرو در ژوئیه ۲۰۲۱ عرضه شدند.